# プリンセスタカマツ
プリンセスタカマツ（英: Princess Takamatsu）は、薔薇の品種名。
1974年に日本で作出された。名称は高松宮妃喜久子に捧げられた。
品種はハイブリッド・ティーで、美しいサーモンピンクの花をつける。
作出者は河野義人でBonsoirとChristian Diorの交配による。